# Cori, der Schiffsjunge

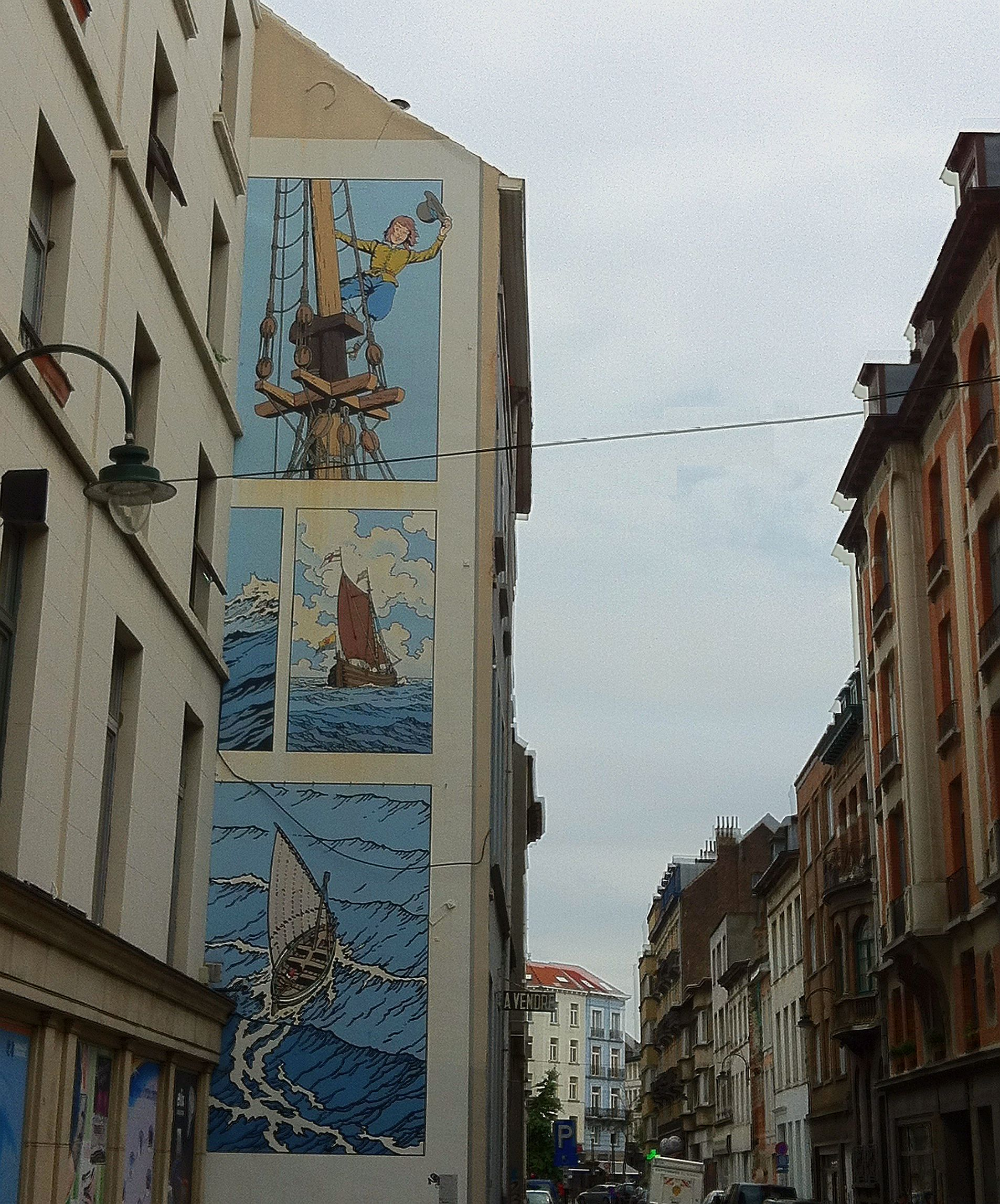
Cori. Comicwand in Brüssel, Rue des Fabriques / Fabrieksstraat (Parcours BD)

Cori, der Schiffsjunge (Originaltitel: Cori le moussaillon) ist eine zwischen 1951 und 1993 erschienene frankobelgische Comicserie von Bob De Moor.

## Handlung
Die Abenteuer des holländischen Schiffsjungen und Waisenkindes Cori sind eingebettet in die Ereignisse des Goldenen Zeitalters der Niederlande im 16. und 17. Jahrhundert. Cori begegnet historischen Persönlichkeiten wie Piet Heyn, Pieter van der Does, Joris van Spielbergen und Willem Janszoon und stößt auf Spuren des Entdeckers Willem Barents. Die Geschichte beginnt mit der Rettung des kleinen Jungen durch Holländer an Bord eines gekaperten spanischen Schiffes, führt durch Abenteuer in Niederländisch-Indien, Amerika, Europa und im nördlichen Eismeer und endet mit dem Wiedersehen mit dessen totgeglaubten Vater in Nordafrika.

### Band 1: Unter der Flagge der Kompanie
Cori wird durch Holländer an Bord eines spanischen Segelschiffes gerettet und tritt unter der Obhut von Willem Janszoon in die Dienste der Niederländischen Ostindien-Kompanie ein. Er kehrt nach Holland zurück und begleitet Janszoon auf einer Expedition nach Niederländisch-Indien, wo dieser bei einer Meuterei durch die fiktive Figur Jasper Hebbenal vor Madagaskar erschossen wird. Der treue Teil der Mannschaft wird auf einer Insel ausgesetzt, kann sich jedoch mit einem Floss auf ein im Meer treibendes portugiesisches Schiff retten. Nach der Ankunft in Ambon begleitet Cori Jan Carstenz auf einer Entdeckungsfahrt nach Neuguinea, wo sie der Küste Australiens entlangsegeln. Dort kommt die Mannschaft nach Gefechten mit Eingeborenen an einen von Hebbenal gesuchten Piratenschatz. Zurück in Holland schließt sich Cori einer Expedition Piet Heyns nach Amerika an, wo Heyns Flotte vor der brasilianischen Küste mehrere Schiffe kapert, aber das Bombardement des Hafens von Salvador letztlich ohne Ergebnis abbrechen muss. Nach einem weiteren Aufenthalt in Holland und Besuch beim verletzten Carstenz bricht Cori erneut mit Heyn nach Amerika auf, der im Auftrag der Niederländischen Westindien-Kompanie  eine Expedition gegen die spanische Marine führen soll. Nachdem Cori einer spanischen Gefangenschaft entrinnen kann, erlebt er, wie die Holländer nahe beim kubanischen Havanna die spanische Silberflotte beinahe kampflos kapern können.

### Band 2: Die unbesiegbare Armada, Teil 1: Die Spione der Königin
Zusammen mit Harm, einem treuen Freund, wird Cori von Admiral Van der Does in Cádiz als Spion eingesetzt, um genaueres über die Landung der Spanischen Armada in England zu erfahren. Mit Hilfe des Holländers Victor können sie mit Dokumenten über Details der Invasion aus der Stadt fliehen, werden aber getrennt. Cori gelingt es, die Dokumente an Francis Drake zu übergeben und damit die englische Königin Elisabeth I. zu warnen. Der verletzte Harm gelangt durch einen gutmütigen hohen Edelmann unverhofft nach El Escorial, dem Regierungssitz Philipp II. und damit dem Zentrum spanischer Macht.

### Band 3: Die unbesiegbare Armada, Teil 2: Der Drachen der Meere
Während Harm als Diener seines Helfers mit der Armada in Lissabon ausläuft und gegen Norden segelt, ist Cori nach einem kurzen Aufenthalt in Holland an Bord von Van der Does’ Schiff und soll erneut eine Nachricht an Francis Drake überbringen. Er informiert den Engländer über das Vorankommen der Armada und segelt auf der Revenge in die Seeschlacht bei Gravelines. Harm wird als holländischer Spion enttarnt, entgeht jedoch dem Strick und wird als Galeerensträfling zusammen mit Victor, auf den er zufällig wieder trifft, in der Schlacht von Cori gerettet. Gemeinsam beobachten sie den Untergang der Armada.

### Band 4: Expedition der Verfluchten
Die Arbeit auf einem Walfangschiff führt Cori, Harm und den „General“, den sie bei ihrer Flucht aus Cadiz kennengelernt hatten, schließlich in den eisigen Norden. Während sie Stürmen, Packeis und anderen Gefahren ausgesetzt sind, macht der Lotse Gerrit die Mannschaft mit seinen unheilvollen Prophezeiungen verrückt. Das Schiff bleibt im Eis vor einer Insel stecken und die Mannschaft findet die Hütte von Baerentz’ Mannschaft, die zuvor ebenfalls auf Nowaja Semlja überwintert hatte. Bei einem Streifzug findet Cori Gerrit in einer Höhle mit Schätzen eines vergangenen Königreichs, zusammen mit Baerentz’ Bordbuch.  Darin erfährt er, dass Gerrit an Baerentz Expedition teilgenommen, für den Schatz drei Männer getötet und da seinen Verstand verloren hatte.

### Band 5: Dali Capitan
Ein holländisches Schiff mit Cori und Harm an Bord fährt im Mittelmeer Richtung Algier, um dem Beylerbey eine Nachricht und Geld zu überbringen, als es angegriffen und geentert wird. Die beiden werden in ein Verlies geworfen, aus dem sie vom geheimnisvollen moslemischen Korsaren Dali Capitan gerettet werden. Ihm müssen sie danach helfen, ein gekapertes europäisches Schiff wieder flott zu machen. Nach einem Schiffbruch, einer Rettung durch den Bey und nachdem Dali Capitan seinen Widersacher Dragut ausgeschaltet hat, können Cori und Harm dem Beylerbey die Nachricht endlich zustellen. Am Schluss stellt sich heraus, dass Dali Capitan Coris totgeglaubter Vater ist.

## Hintergrund
Um 1950 wurde Bob De Moor von Lombard für eine Geschichte angefragt, die für den flämischen und niederländischen Markt interessant sein könnte. Dies gab den Anstoß zu „Cori“ und war zusammen mit De Moors Faszination für Segelschiffe der Grund, dass er die Blütezeit Hollands im 17. Jahrhundert als Hintergrund für seine Geschichte wählte. Wegen seiner immer umfangreicheren Arbeiten im Studio Hergé ab 1951, wo er zunehmend zur rechten Hand des Tim-Erfinders Hergé wurde, setzte er seine Serie erst fort, als er von Casterman 1976 das Angebot bekam, seine erste Geschichte als Album herauszugeben. Die lange Pause führte zu einer Neuausrichtung, die sich auch in der unvereinbaren Datierung der ersten und zweiten Geschichte zeigt: die erste spielt zwischen 1602 und 1626, die zweite spielt um 1588 zur Zeit der Spanischen Armada. In beiden Geschichten ist Cori etwa gleich alt.

## Publikationsgeschichte
Die Serie erschien zwischen 1951 und 1952 in der belgischen und von 1952 bis 1978 in der französischen Ausgabe von Tintin. Das erste Album kam 1976 bei Distri BD heraus. Für die Albenausgabe, die Casterman 1978 begann, wurde die erste Episode umgearbeitet und auf 46 Seiten gekürzt. Bei der fünften Geschichte wurden die letzten sechs Seiten von Bob De Moors Söhnen Johan und Stephan gezeichnet und 1993 postum veröffentlicht. Feest gab die ersten vier Geschichten im deutschen Sprachraum heraus. 2013 erschien bei BD Must in Brüssel die erste deutsche Gesamtausgabe, in der der erste Band die ursprünglichen 62 Seiten umfasst und der fünfte Band „Dali Capitan“ erstmals auf Deutsch erscheint.

## Geschichten
- La compagnie des Grandes Indes (Die Goldinsel / Unter der Flagge der Kompanie) (1951–1952, 62 Seiten)
- L’invincible armada (Die unbesiegbare Armada, Teile 1 und 2) (1977–1978, 92 Seiten)
- L’expédition maudite (Expedition der Verfluchten) (1987, 46 Seiten)
- Dali Capitan (Dali Capitan) (1993, 46 Seiten)